# Chemin du Palays
Pour l'échangeur autoroutier du même nom, voir Échangeur du Palays.
Ne doit pas être confondu avec Rue du Palais.
Le chemin du Palays (en occitan : camin del Palais [ca'mi del pa'lajs]) est une voie de Toulouse, chef-lieu de la région Occitanie, dans le Midi de la France.

## Situation et accès

### Description
Le chemin du Palays est une voie publique. Il se trouve au sud-est du quartier 12 (Pont des Demoiselles / Ormeau / Montaudran / La Terrasse / Malepère).
Long de 263 mètres, il naît dans le prolongement de la rue des Satellites, à la limite entre les communes de Toulouse, au nord, et Ramonville-Saint-Agne, au sud. Il suit un parcours relativement tortueux, d'abord orienté au sud-est, sur 73 mètres, puis après un virage à 90 °, au nord-est, sur 106 mètres. Il passe ensuite sur 84 mètres entre les anciens bâtiments agricoles et dépendances de la ferme du Palays. Le chemin, qui n'est plus carrossable au-delà, se prolonge par un sentier piéton au sud-est, pour rejoindre le cours du ruisseau Saint-Agne, où il retrouve un autre sentier qui naît dans le prolongement de l'avenue de l'Europe, à Ramonville-Saint-Agne. Le sentier principal continue au sud-est jusqu'à franchir le ruisseau de Palays par une passerelle. Il se prolonge au-delà sur la commune de Ramonville-Saint-Agne par plusieurs sentiers, dont l'un rejoint le canal du Midi et l'autre le chemin de Cinquante, près de la ferme du même nom.
La chaussée compte, entre la rue des Satellites et la ferme du Palays, une seule voie de circulation automobile à double-sens. Au-delà, la circulation automobile n'est plus possible. Il n'existe pas d'aménagement cyclable.
Le chemin du Palays correspond à l'ancien chemin vicinal no 8. Il allait du hameau de Lasbordes, au sud de Balma, au village de Saint-Agne, près de Ramonville-Saint-Agne.

### Voies rencontrées
Le chemin du Palays rencontre les voies suivantes, dans l'ordre des numéros croissants :
1. Rue des Satellites
2. Avenue de l'Europe - accès piéton (Ramonville-Saint-Agne)

### Transports
Le chemin du Palays n'est pas directement desservi par les transports en commun. Il se trouve cependant à proximité de l'avenue de l'Europe, parcourue par la ligne de bus 111, qui rejoint la station Ramonville, terminus de la ligne de métro . 
En 2027 ou en 2028, la ligne de métro  sera prolongée jusqu'à la station Labège Madron, à Labège, en connexion avec la future ligne de métro , ce qui permettra l'ouverture d'une nouvelle station de métro au cœur du parc technologique du Canal, au carrefour de l'avenue de l'Europe et de la rue Hermès, tout près du chemin du Palays : la station Parc-du-Canal.
Il n'existe en revanche pas de stations de vélos en libre-service VélôToulouse à proximité.

## Odonymie

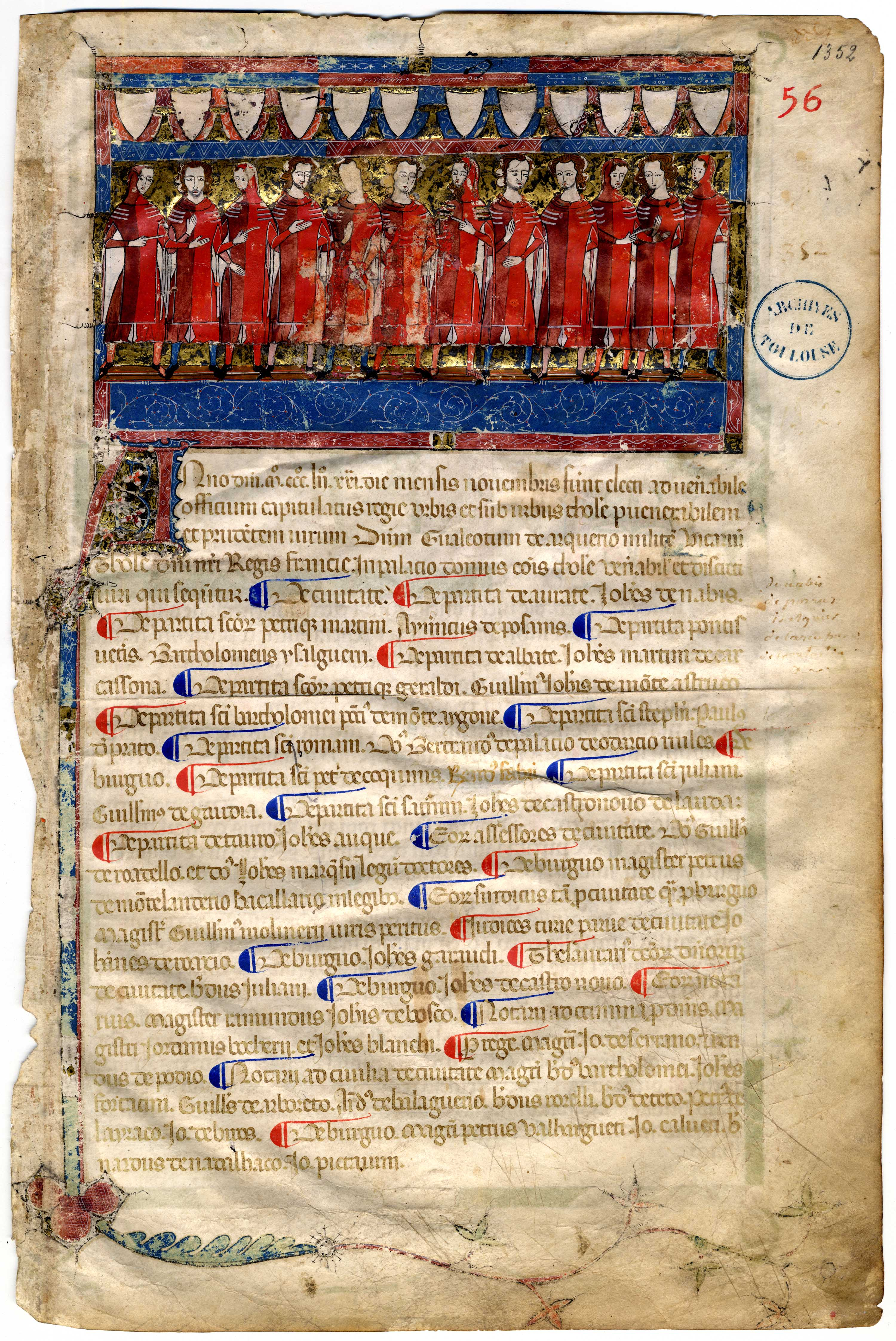
Bertrand de Palais (8e gauche) parmi les capitouls de l'année 1352-1353 (Annales manuscrites, archives municipales).

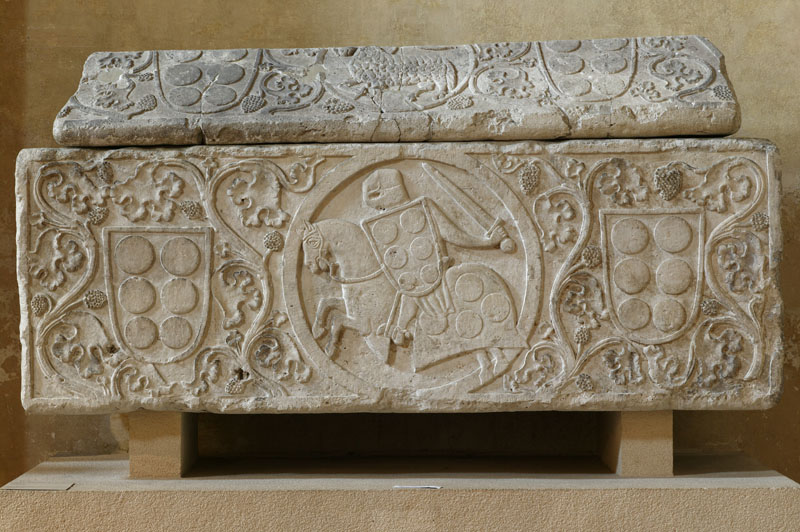
Sarcophage d'un chevalier de la famille de Palais, vers 1292 (musée des Augustins)

Le chemin tient naturellement son nom du domaine agricole auquel il menait. L'origine n'en est cependant pas totalement éclaircie. 
Selon une première hypothèse, le domaine aurait appartenu au XIIe siècle à la famille de Palais (ou Palays), une importante famille de la noblesse toulousaine au Moyen Âge. Plusieurs membres de la famille accédèrent au capitoulat entre la fin du XIIe et le début du XIVe siècle. Ils avaient leur blason peint et leur tombeau dans la chapelle axiale de l'église du couvent des dominicains de Toulouse, marque de leur influence et de leur intégration aux élites aristocratiques de la ville. Ils étaient justement possessionnés dans le sud-est toulousain et certains membres furent, aux XIIIe et XIVe siècles, seigneurs d'Odars, Tarabel et Noyers. Si la famille de Palais disparut de la documentation au début du XVIe siècle, leur nom se serait ainsi conservé dans celui de la ferme.
Selon une autre hypothèse, le nom ferait simplement référence à un « palais » (palatium en latin, palais en occitan), c'est-à-dire un château ou une maison forte. Au milieu du XXe siècle, Le géographe Gaston Astre identifiait les vestiges d'une villa de l'Antiquité tardive sur le site du Palays. De plus, au XIIe siècle, le territoire de Palays faisait partie des biens possédés par la commanderie des chevaliers de l'ordre du Temple puis, au début du XIVe siècle, par le prieuré toulousain des chevaliers de Saint-Jean de Jérusalem.

## Histoire

### Époque contemporaine
Le chemin du Palays est bouleversé, dans la deuxième moitié du XXe siècle, par l'aménagement du complexe scientifique de Rangueil, qui s'accompagne par l'installation d'institutions scientifiques – comme le CNES – et le percement de nouvelles voies, telles que l'avenue Pierre-Georges-Latécoère. En , l'aménagement du vaste échangeur du Palays et de la barrière de péage du même nom fragmente le terroir du Palays, dont le paysage est encore fortement marqué par la ruralité. Enfin, la commune de Ramonville-Saint-Agne crée une nouvelle zone d'activité, le Parc du Canal, entre l'avenue Pierre-Georges-Latécoère et le canal du Midi, et desservie par l'avenue de l'Europe. L'aménagement de la rue des Satellites, qui dessert un site industriel Airbus, modifie encore le tracé du chemin du Palays.

## Patrimoine et lieux d'intérêt
- no  5 : ferme du Palays.
La ferme du Palays regroupe plusieurs bâtiments – logis, communs, granges –, construits au cours du XIXe siècle[6].